# ریوتا یاماگاتا
ریوتا یاماگاتا (انگلیسی: Ryota Yamagata؛ زادهٔ ۱۰ ژوئن ۱۹۹۲) یک دونده اهل ژاپن است. از افتخارات وی میتوان وی می‌توان به کسب مدال نقره ۱۰۰×۴ متر امدادی در بازی‌های المپیک تابستانی ۲۰۱۶ اشاره کرد.